# 瑞典電視台兒童頻道
瑞典電視台兒童頻道（瑞典語：SVT Barn），前稱兒童頻道（Barnkanalen），是瑞典電視台一條於2002年開播的電視頻道，主要播放各類兒童和青少年節目。這條頻道創立初期只會在每週工作日早上6時30分至晚上6時播放節目，但後來已經逐步變為現時每日早上5時至晚上8時均會播放節目。

## 歷史
SVT Barn於2002年12月23日以Barnkanalen的名稱開始廣播。頻道針對當時市面已有的商業兒童頻道作為替代的選擇，並且強調於觀眾的互動，及幼稚園和學校對於頻道內容作出貢獻。在開播的第一年，頻道僅在工作日的上午6時30分至下午6時正播出，還會在5月23日至8月18日期間進行「夏季休假」。期間頻道則會用於其他節目安排，而有些週末觀眾可以在頻道看到網球比賽。

## 品牌標識

頻道的第三版標誌（2008年8月25日-2012年6月10日）。
頻道的第四版標誌（2012年6月11日-2019年6月18日）。
頻道的第四版標誌的堆疊版本，帶有2016年修改後的瑞典電視台標誌。